# Edmund Beaufort, IV duca di Somerset
Edmund Beaufort (1438 – Tewkesbury, 6 maggio 1471) fu un nobile e comandante militare inglese durante la guerra delle due rose.

## Biografia
Era figlio di Edmund Beaufort, II duca di Somerset e di Eleanor Beauchamp.
Divenne erede del ducato di Somerset alla morte del fratello maggiore Henry nel 1464.
Il titolo tuttavia era stato perso da Henry durante il regno di Edoardo IV d'Inghilterra.
Nel 1470, quando la regina Margherita e Richard Neville si riconciliarono per rimettere sul trono Enrico VI d'Inghilterra, Somerset fu poco entusiasta nei confronti dell'accordo e fece poco per aiutarli. Infatti il suo fallimento di occupare Londra contro Edoardo fu un momento decisivo, che portò alla battaglia di Barnet nel 1471 e alla morte di Neville.
Nella battaglia di Tewkesbury (4 maggio 1471), egli comandò le forze dei Lancaster e sferrò una carica feroce contro lo York Lord Hasting ma non fu aiutato né dal conte di Devon né da Lord Wenlock. Dopo la sconfitta, Somerset e altri capi della fazione Lancaster si rifugiarono nell'abbazia di Tewkesbury ma due giorni dopo vennero trovati e uccisi dagli York. Edmund e il fratello minore John, che era caduto in battaglia, vennero tumulati nell'abbazia.
Con la morte di Edmund la dinastia Beaufort si estinse per linea maschile. La morte di lì a poco di Enrico VI lasciò come unici rappresentanti della casa dei Lancaster Lady Margaret Beaufort e suo figlio Henry Tudor.

## Ascendenza
|                                             |                                           |                                          | Genitori                                     |  |  | Nonni |  |  | Bisnonni                                   |  |  | Trisnonni                 |  |
|                                             |                                           |                                          |                                              |  |  |       |  |  | Giovanni Plantageneto, I duca di Lancaster |  |  | Edoardo III d'Inghilterra |  |
|                                             |                                           |                                          |                                              |  |  |       |  |  | Giovanni Plantageneto, I duca di Lancaster |  |  | Edoardo III d'Inghilterra |  |
|                                             |                                           | Filippa di Hainaut                       |                                              |  |  |       |  |  | Giovanni Plantageneto, I duca di Lancaster |  |  |                           |  |
| John Beaufort, I conte di Somerset          |                                           |                                          |                                              |  |  |       |  |  | Giovanni Plantageneto, I duca di Lancaster |  |  |                           |  |
|                                             |                                           | Katherine Swynford                       | Payne De Roet                                |  |  |       |  |  |                                            |  |  |                           |  |
|                                             |                                           | Katherine Swynford                       | Payne De Roet                                |  |  |       |  |  |                                            |  |  |                           |  |
|                                             |                                           | Katherine Swynford                       | …                                            |  |  |       |  |  |                                            |  |  |                           |  |
| Edmund Beaufort, II duca di Somerset        |                                           | Katherine Swynford                       |                                              |  |  |       |  |  |                                            |  |  |                           |  |
|                                             |                                           | Thomas Holland, II conte di Kent         | Thomas Holland, I conte di Kent              |  |  |       |  |  |                                            |  |  |                           |  |
|                                             |                                           | Thomas Holland, II conte di Kent         | Thomas Holland, I conte di Kent              |  |  |       |  |  |                                            |  |  |                           |  |
|                                             |                                           | Thomas Holland, II conte di Kent         | Giovanna di Kent                             |  |  |       |  |  |                                            |  |  |                           |  |
| Margaret Holland                            |                                           | Thomas Holland, II conte di Kent         |                                              |  |  |       |  |  |                                            |  |  |                           |  |
|                                             |                                           | Alice FitzAlan                           | Richard FitzAlan, X conte di Arundel         |  |  |       |  |  |                                            |  |  |                           |  |
|                                             |                                           | Alice FitzAlan                           | Richard FitzAlan, X conte di Arundel         |  |  |       |  |  |                                            |  |  |                           |  |
|                                             |                                           | Alice FitzAlan                           | Eleonora di Lancaster                        |  |  |       |  |  |                                            |  |  |                           |  |
| Edmund Beaufort, IV duca di Somerset        |                                           | Alice FitzAlan                           |                                              |  |  |       |  |  |                                            |  |  |                           |  |
|                                             | Thomas de Beauchamp, XII conte di Warwick | Thomas de Beauchamp, XI conte di Warwick |                                              |  |  |       |  |  |                                            |  |  |                           |  |
|                                             | Thomas de Beauchamp, XII conte di Warwick | Thomas de Beauchamp, XI conte di Warwick |                                              |  |  |       |  |  |                                            |  |  |                           |  |
|                                             | Thomas de Beauchamp, XII conte di Warwick | Katherine Mortimer                       |                                              |  |  |       |  |  |                                            |  |  |                           |  |
| Richard de Beauchamp, XIII conte di Warwick | Thomas de Beauchamp, XII conte di Warwick |                                          |                                              |  |  |       |  |  |                                            |  |  |                           |  |
|                                             |                                           | Margaret Ferrers                         | William Ferrers, III barone Ferrers di Groby |  |  |       |  |  |                                            |  |  |                           |  |
|                                             |                                           | Margaret Ferrers                         | William Ferrers, III barone Ferrers di Groby |  |  |       |  |  |                                            |  |  |                           |  |
|                                             |                                           | Margaret Ferrers                         | Margaret de Ufford                           |  |  |       |  |  |                                            |  |  |                           |  |
| Eleanor Beauchamp                           |                                           | Margaret Ferrers                         |                                              |  |  |       |  |  |                                            |  |  |                           |  |
|                                             |                                           | Thomas de Berkeley, V barone Berkeley    | Maurice de Berkeley, IV barone Berkeley      |  |  |       |  |  |                                            |  |  |                           |  |
|                                             |                                           | Thomas de Berkeley, V barone Berkeley    | Maurice de Berkeley, IV barone Berkeley      |  |  |       |  |  |                                            |  |  |                           |  |
|                                             |                                           | Thomas de Berkeley, V barone Berkeley    | Elizabeth le Despenser                       |  |  |       |  |  |                                            |  |  |                           |  |
| Elizabeth de Berkeley                       |                                           | Thomas de Berkeley, V barone Berkeley    |                                              |  |  |       |  |  |                                            |  |  |                           |  |
|                                             |                                           | Margaret de Lisle, III baronessa Lisle   | Warin, II barone Lisle de Lisle              |  |  |       |  |  |                                            |  |  |                           |  |
|                                             |                                           | Margaret de Lisle, III baronessa Lisle   | Warin, II barone Lisle de Lisle              |  |  |       |  |  |                                            |  |  |                           |  |
|                                             |                                           | Margaret de Lisle, III baronessa Lisle   | Margaret Pipard                              |  |  |       |  |  |                                            |  |  |                           |  |
|                                             |                                           | Margaret de Lisle, III baronessa Lisle   |                                              |  |  |       |  |  |                                            |  |  |                           |  |